# Liard River Hot Springs Provincial Park
Liard River Hot Springs Park är en park i Kanada.   Den ligger i provinsen British Columbia, i den centrala delen av landet, 3 600 km väster om huvudstaden Ottawa. Liard River Hot Springs Park ligger 441 meter över havet.
Terrängen runt Liard River Hot Springs Park är huvudsakligen kuperad, men söderut är den bergig. Liard River Hot Springs Park ligger nere i en dal.Trakten runt Liard River Hot Springs Park är nära nog obefolkad, med mindre än två invånare per kvadratkilometer..
I omgivningarna runt Liard River Hot Springs Park växer i huvudsak barrskog.